# Crocidura thomensis
Crocidura thomensis е вид бозайник от семейство Земеровкови (Soricidae). Видът е критично застрашен от изчезване.

## Разпространение
Разпространен е в Сао Томе и Принсипи (Сао Томе).